# 納爾加納

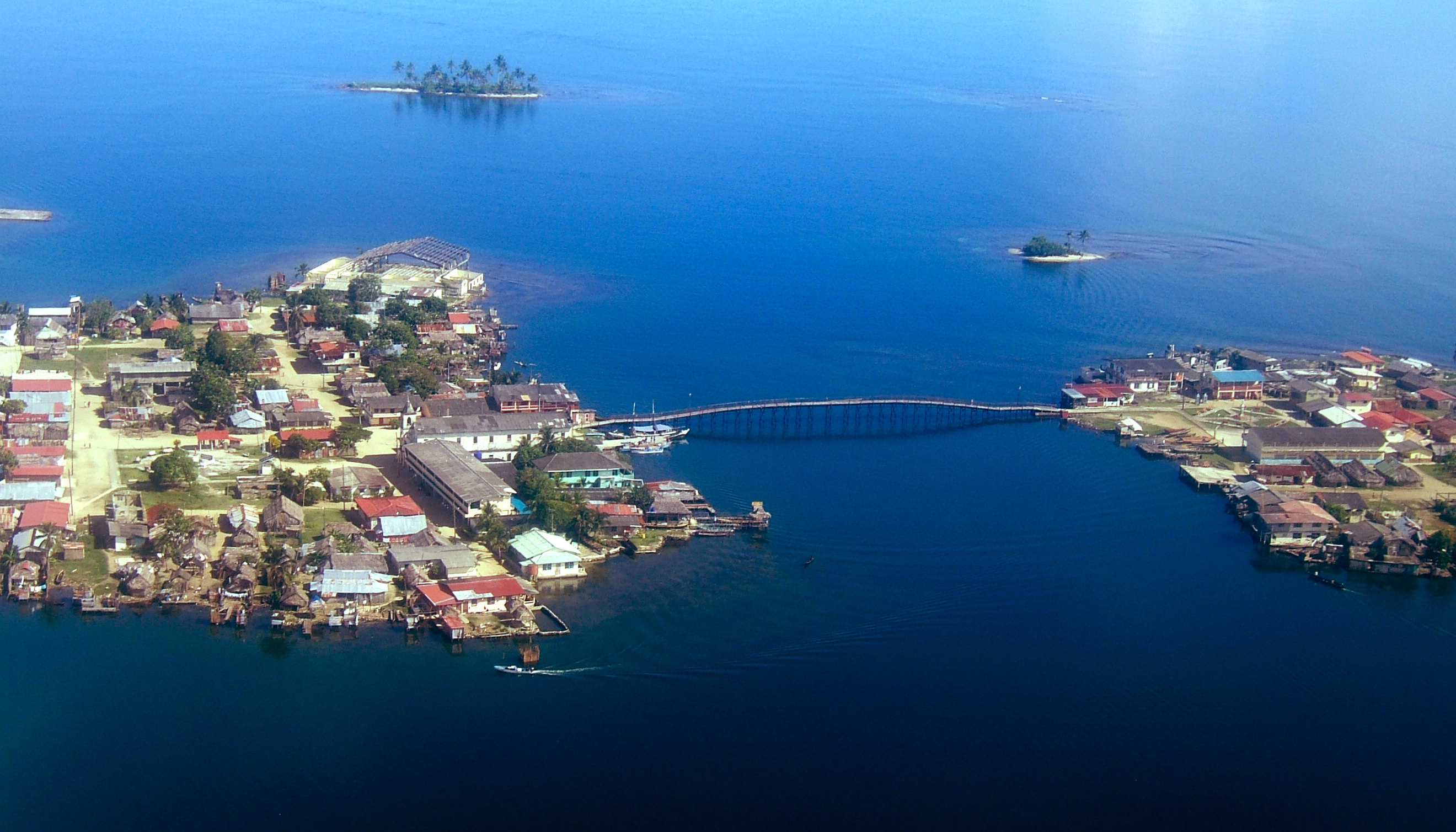
納爾加納

納爾加納（西班牙語：Narganá），是巴拿馬的城鎮，位於該國東北部，由庫納雅拉特區負責管轄，面積785.1平方公里，海拔高度0米，2010年人口14,060，人口密度每平方公里17.9人。